# Pop opp i topp

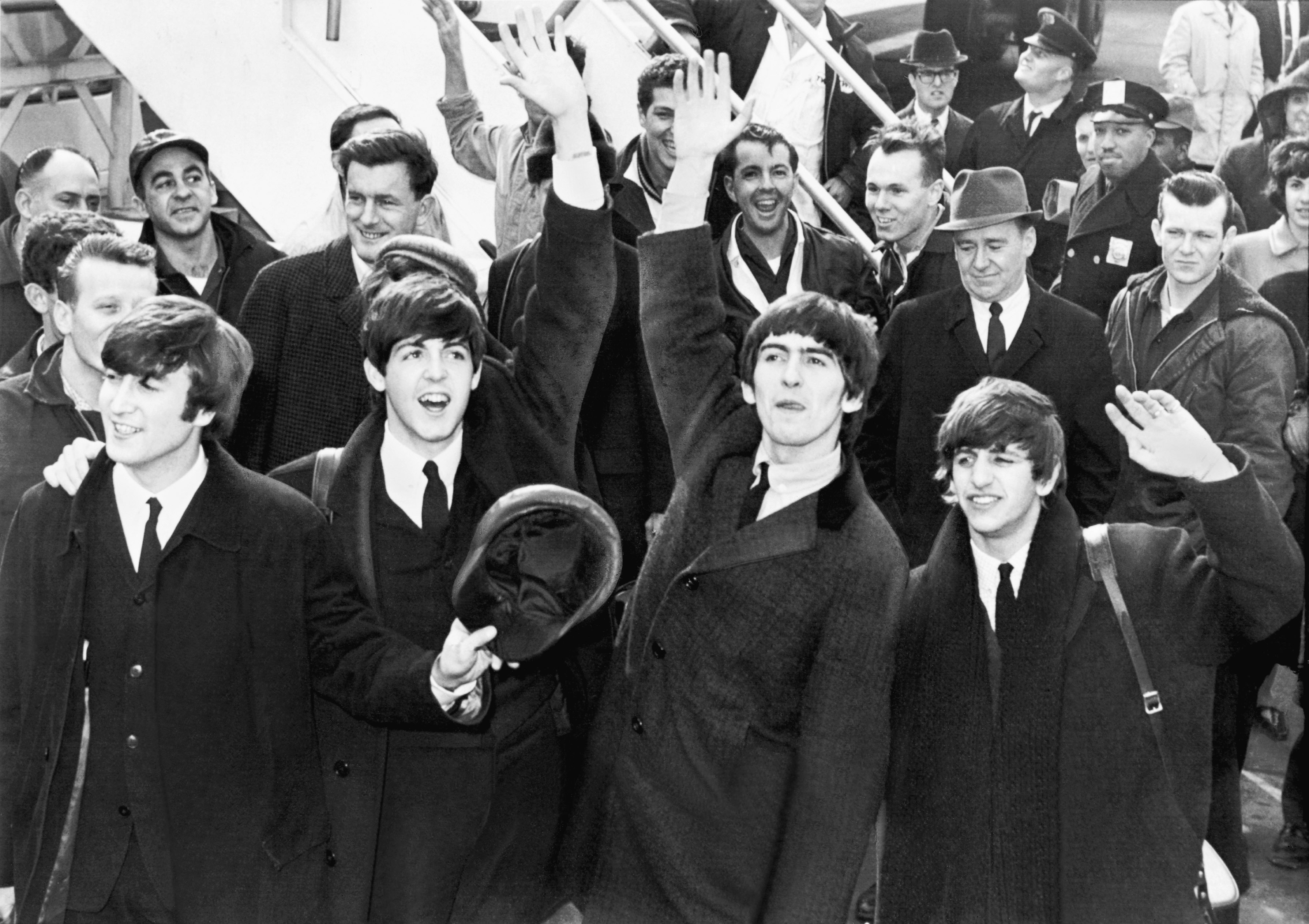
Låten handlar om popmusikens framfart i världen under 1960-talet.

"Pop opp i topp", text och melodi av Thore Skogman, är en sång som i original spelades in i duett av Thore Skogman och Lill-Babs och framfördes i filmen Pang i bygget 1965.
Sångtexten speglar den musikaliska utvecklingen i sin samtid, och beskriver hur popmusiken under 1960-talet starkt växte i popularitet bland framför allt ungdomar, och hur elektriska musikinstrument blev allt vanligare.

## Tolkningar
Popgruppen Dag Vag tolkade låten och släppte den på singel 1981, med "Majskolv" som B-sida. Låten hade då titeln "Popitop", och låg på Svensktoppen i tio veckor under perioden 28 mars-30 maj 1982, med två fjärdeplatser de inledande veckorna som högsta placering där. Under denna tid tillämpades den så kallade tioveckorsregeln, som sa att en melodi fick ligga på Svensktoppen i maximalt tio veckor.
Dansbandet Snacks spelade in låten 1995 på albumet Popp opp i topp som gavs ut av Pigalle Records.